# Elias Harger
Elias Harger (* 22. Oktober 2007 in Denver, Colorado) ist ein US-amerikanischer Schauspieler.

## Karriere
Harger begann seine Schauspielkarriere 2014. Von 2016 bis 2020 spielte er die Rolle des Max Fuller in Fuller House, dem Spin-off von Full House. Zuvor war er bereits in mehreren Kurzfilmen zu sehen.

## Filmographie
Serien:
- 2016–2020: Fuller House (75 Folgen)

Filme:
- 2014: Riviera (Kurzfilm)
- 2014: Neverland (Kurzfilm)
- 2014: Popsy (Kurzfilm)
- 2015: Shoes (Kurzfilm)
- 2015: Granny (Kurzfilm)
- 2017: The Arrival (Kurzfilm)
- 2018: Information Superhighway (Kurzfilm)
- 2018: Guardian Angel (Musikvideo als junger Rick)
- 2018: Dead Love
- 2021: Felix und der versteckte Schatz (Stimme von Felix in der englischen Fassung)